# Grottes de Saran
Les  grottes de Saran sont un ensemble d'hypogées datant de la fin du Néolithique, situés à Chouilly dans le département français de la Marne.

## Historique
En 1806, puis en 1852, au lieu-dit les Tombeaux, deux tombes creusées dans le sol en craie furent découvertes. Elles furent détruites en 1854 lors de la construction d'un pressoir et ne sont désormais connues que par la description qu'en a donné en 1866 l'abbé Barré.

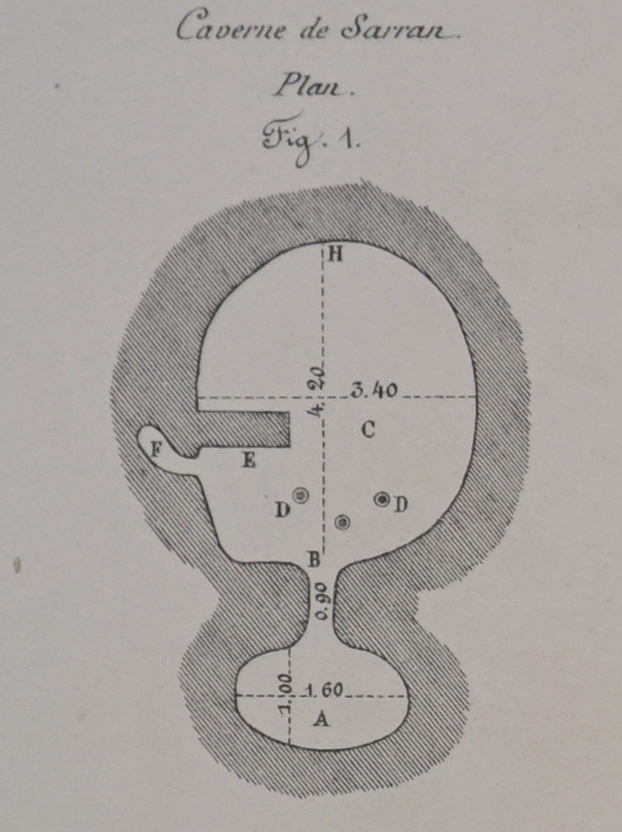
Plan de l'hypogée découverte en 1852.

La première tombe était de forme elliptique, avec une entrée ovale, orientée au sud-est, fermée par une dalle en meulière. La tombe mesurait 5,10 m de long pour une largeur moyenne de 3 m et 1,10 m de hauteur. Elle renfermait une trentaine de squelettes (les corps ayant été disposés le dos appuyé aux parois, les jambes dirigées vers le centre de la tombe) et un petit mobilier funéraire composé de petites haches, de lames en silex et de grains de collier (craie, os, verre). Lorsque Barré visita le site, la quasi-totalité de ce matériel archéologique avait disparu ou été détruit.
La seconde tombe fut découverte en avril 1852, à peu de distance de la première, lors de travaux agricoles. Elle correspondait à un puits, d'environ 1 m d'ouverture fermé par deux pierres plates, prolongé par un court et étroit couloir (0,90 m de long sur 0,30 m de diamètre) donnant accès à une chambre en forme « de four » de 4,20 m de long sur 3,40 m de large et 1,10 m de hauteur. La chambre avait été creusée dans la craie, les traces des outils utilisés étaient encore bien visibles sur les parois. Dans la paroi gauche de la chambre, une petite banquette (0,90 m de long sur 0,22 m de large) avait été aménagée et l'amorce d'une nouvelle galerie était visible. Le plafond de la chambre comportait un orifice d'aération de 0,15 m de diamètre, fermé côté extérieur par une pierre. La chambre renfermait 48 squelettes dont l'un avait le bras coupé. Le mobilier archéologique associé se composait de céramiques (3 vases), d'outils en silex (15 hachettes, lames), d'objets en bois et os de cerf (emmanchure de haches, cuiller), de fragments de bois pétrifiés (chêne), des éléments de parure (anneaux en craie, perles en verre) et d'une grossière  tête d'animal (mouton ?) sculptée dans un bloc calcaire.
Durant l'hiver 1921-1922, des travaux de terrassement réalisés à proximité du château de Saran entraînent la découverte de quatre nouvelles tombes, dont trois furent explorées (II à IV).
L'hypogée dénommé « grotte IV » est classé au titre des monuments historiques par arrêté du 10 mars 1961.

## Hypogées
Le percement accidentel de la voûte de l'hypogée I, situé sous le chemin menant de Cramant à Chouilly, révéla la présence d'un grand nombre d'ossements, mais après avoir prélevé quelques silex, les ouvriers agricoles rebouchèrent le trou sans autre exploration.
| Hypogée / Salle                                   | Longueur | Largeur | Hauteur |
| ------------------------------------------------- | -------- | ------- | ------- |
| II / 1                                            | 1,80 m   | 1 m     | 1,05 m  |
| II / 2                                            | 3 m      | 3 m     | 1,20 m  |
| II / 3                                            | 3,25 m   | 3,05 m  | 1,20 m  |
| III / 1                                           | 1,80 m   | 0,95 m  | 1,10 m  |
| III / 2                                           | 2,70 m   | 3,05 m  | 1,30 m  |
| III / 3                                           | 2,20 m   | 3,05 m  | 1,30 m  |
| IV / 1                                            | 2,10 m   | 1,05 m  | 1,25 m  |
| IV / 2                                            | 3,35 m   | 3,70 m  | 1,50 m  |
| IV / 3                                            | 2,65 m   | 3,78 m  | 1,45 m  |
| Les dimensions données sont des mesures moyennes. |          |         |         |

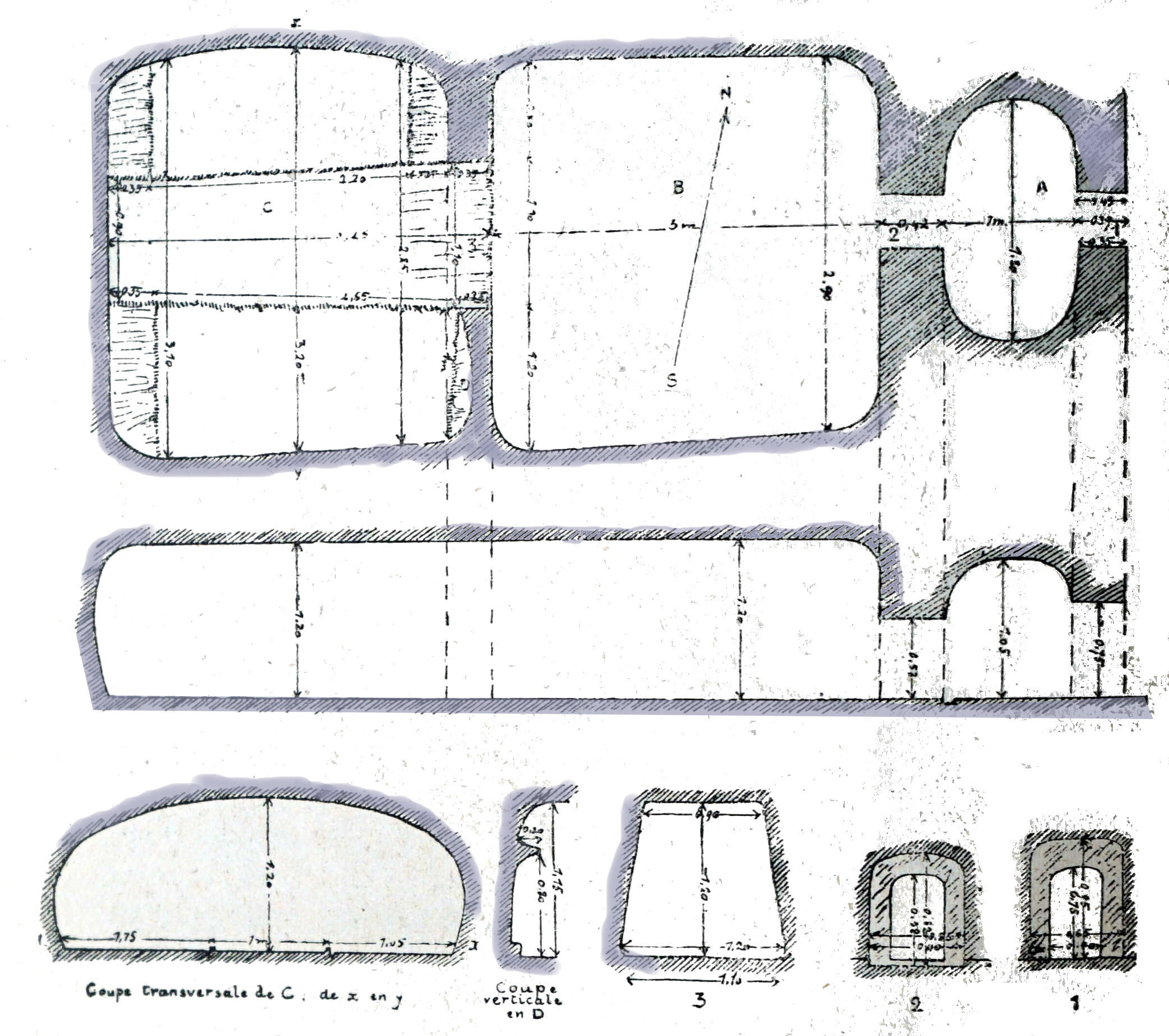
Plan et coupe de l'hypogée II.

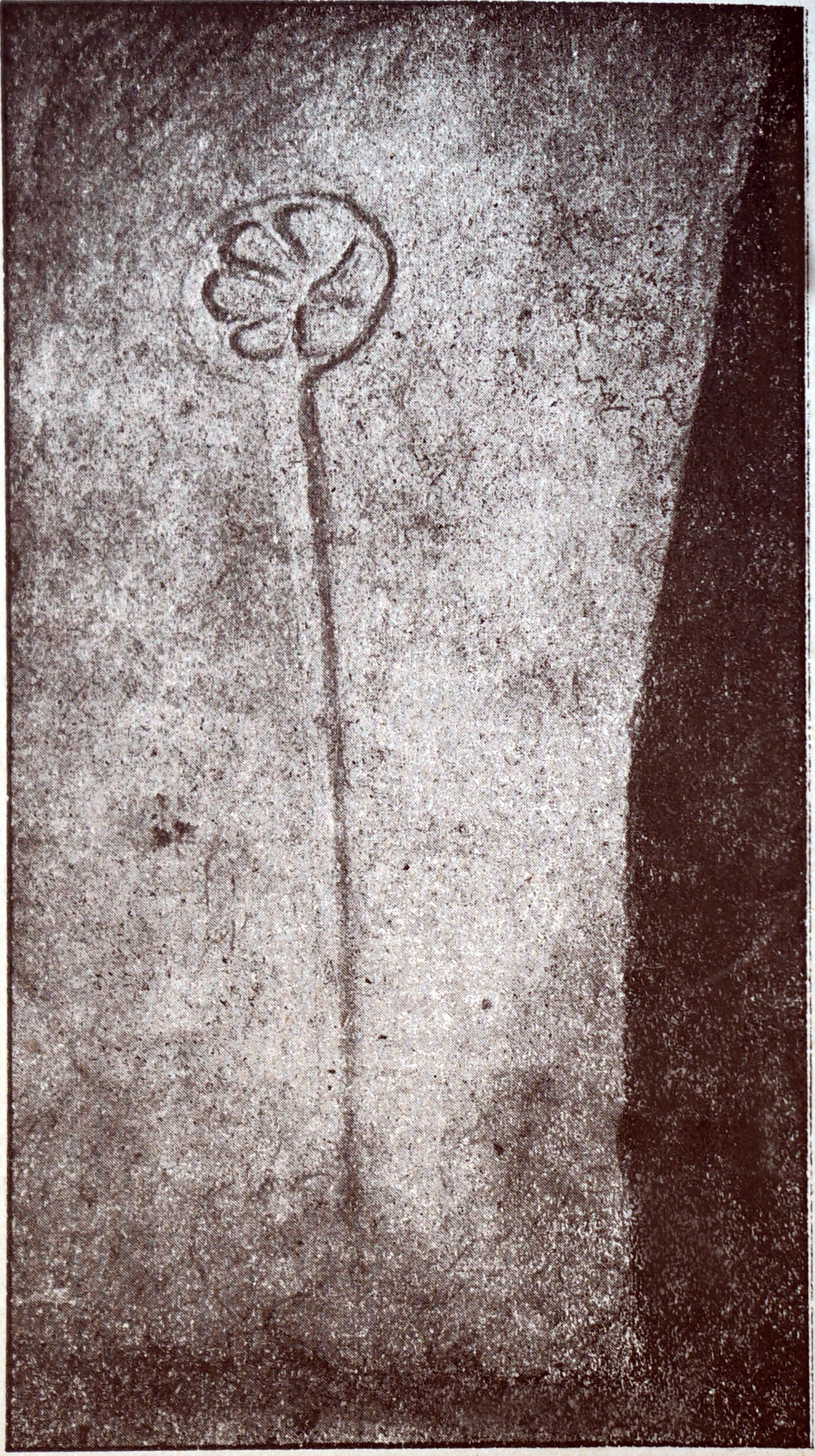
Bas-relief de l'hypogée IV.

Les trois autres hypogées (II à IV) sont situées plus à l'est, à environ dix mètres de l'aile sud du château de Sarant. Ils sont pratiquement alignés selon un axe sud-sud-est/nord-nord-ouest et distant les uns des autres d'environ 6 m. Ils ont été creusés sur un terrain en pente (10 à 15°) vers l'est. Le sous-sol étant constitué d'un banc de craie à bélemnites très homogène, son creusement a été aisé, et son recouvrement par une couche de terre argileuse d'environ 1 m d'épaisseur a permis de garantir l'étanchéité des tombes. L'architecture des trois hypogées est commune : l'accès se fait par un plan incliné orienté est/nord-est de 1,50 à 1,80 m de large permettant de descendre jusqu'à 3 m de profondeur et chaque hypogée se compose de trois salles, disposées en enfilade, reliées par des ouvertures de taille variables.
Dans l'hypogée II, l'ouverture est de forme cintrée et comporte une feuillure, elle devait donc comporter à l'origine une pierre de fermeture. La première salle est de forme elliptique avec une voûte en coupole. La deuxième ouverture est plus basse que la première et comporte également une feuillure. Le sol reste à un niveau à peu près constant dans toutes les salles. Les marques des outils ayant servi au creusement des salles sont nettement visibles sur les parois. Dans le couloir reliant les salles 2 et 3 de l'hypogée IV, la paroi a été partiellement polie et ornée d'un bas-relief représentant une tige d'une longueur de 0,97 m surmontée d'une rosace de 0,20 m de diamètre avec six lobes cloisonnés, l'ensemble évoque irrésistiblement selon Favret la représentation d'une fleur tandis que d'autres auteurs ont cru y reconnaître un bâton de commandement surmonté d'un disque solaire. Selon une autre hypothèse, compte tenu de la technique de réalisation utilisée, le bas-relief pourrait dater d'une phase de réutilisation plus tardive de la tombe, au Bronze ancien.

## Matériel archéologique
Les hypogées furent découvertes inviolées : les couloirs d'accès avaient été remblayés avec la craie, extraite lors du creusement des salles, mélangée avec de forts dépôts de charbons. Dans les trois hypogées, la première salle a été découverte pratiquement vide de tout matériel archéologique, hormis des traces de charbon et quelques ossements humains épars, ce qui laisserait penser qu'elle n'était pas utilisée pour les dépôts funéraires.
L'hypogée II renfermait 10 squelettes enchevêtrés (7 adultes, 2 plus jeunes et 1 enfant) dans la deuxième salle et 6 squelettes d’adultes et les restes d'un enfant dans la troisième salle. L'hypogée III contenait six squelettes d'adultes et les ossements de deux jeunes enfants dans la deuxième salle et dix squelettes d'adultes dans la troisième salle. L'hypogée IV n'a livré que trois squelettes d'adultes dans la troisième salle. D'une manière générale, l'état de désagrégation des squelettes et l'enchevêtrement des os (crânes et os longs) n'a pas permis une identification très précise des individus, le dénombrement s’appuie principalement sur le recensement des crânes, soit une trentaine au total.
Le mobilier funéraire retrouvé se compose d’éléments de parure (coquillages et canines d'animaux percés, 2 anneaux en ambre, 1 perle en émeraude) et d'un petit mobilier lithique en silex (lames et lamelles, pointes de flèche). Les nombreux coquillages recueillis correspondent à ceux que l'on trouve abondamment dans les dépôts coquilliers tertiaire locaux et les silex sont issus des rognons que l'on trouve fréquemment en contre-bas des falaises des environs.